# Klaun Am
Klaun Am je československý animovaný televizní seriál (a později i film) z cyklu večerníčků. Zobrazuje úsměvné příhody klauna Ama v podání Bolka Polívky. Vyroben byl v roce 1984 v Československé televizi Bratislava, poprvé byl vysílán v dubnu 1988. Je kombinací animovaného a hraného filmu. Později byl z tohoto seriálu sestříhán dlouhometrážní film, ze kterého byly odstraněny titulky, nacházející se v úvodu a na konci každého dílu. Režisérem byl Martin Hoffmeister.

## Seznam dílů
1. Am horolezcem
2. Am potápěčem
3. Am závodníkem
4. Am vzduchoplavcem
5. Am muzikantem
6. Am vrhačem stínů
7. Am ztroskotancem